# 朱钰
朱钰（1997年7月23日—），辽宁本溪人，中国女子足球运动员，司职守门员。曾代表中国参加2020年夏季奥林匹克运动会女子足球比赛。结果队伍以1平2负的成绩获得小组赛第四名，未能晋级八强。
2022年2月中国女足获得女足亚洲杯冠军，她被授予最佳守门员。